# Grignols (Gironde)
Grignols is een gemeente in het Franse departement Gironde (regio Nouvelle-Aquitaine). De plaats maakt deel uit van het arrondissement Langon. Grignols telde op 1 januari 2022 1.209 inwoners.

## Geografie
De oppervlakte van Grignols bedroeg op 1 januari 2022 22,7 vierkante kilometer; de bevolkingsdichtheid was toen 53,3 inwoners per km².

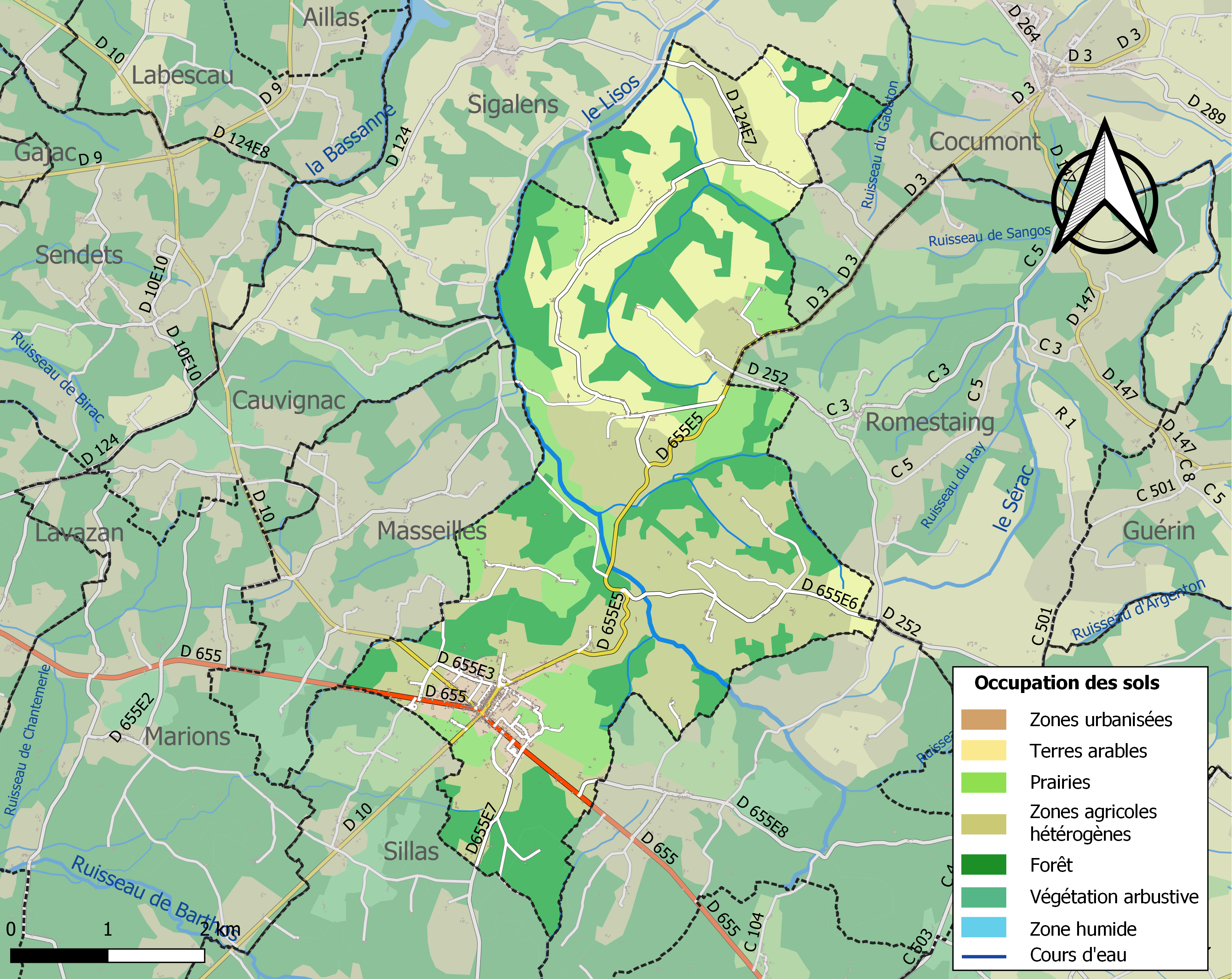
Kaart van de gemeente met belangrijkste infrastructuur, bodemgebruik en omliggende gemeenten

## Demografie
Onderstaande figuur toont het verloop van het inwonertal (bron: INSEE-tellingen).

## Afbeeldingen

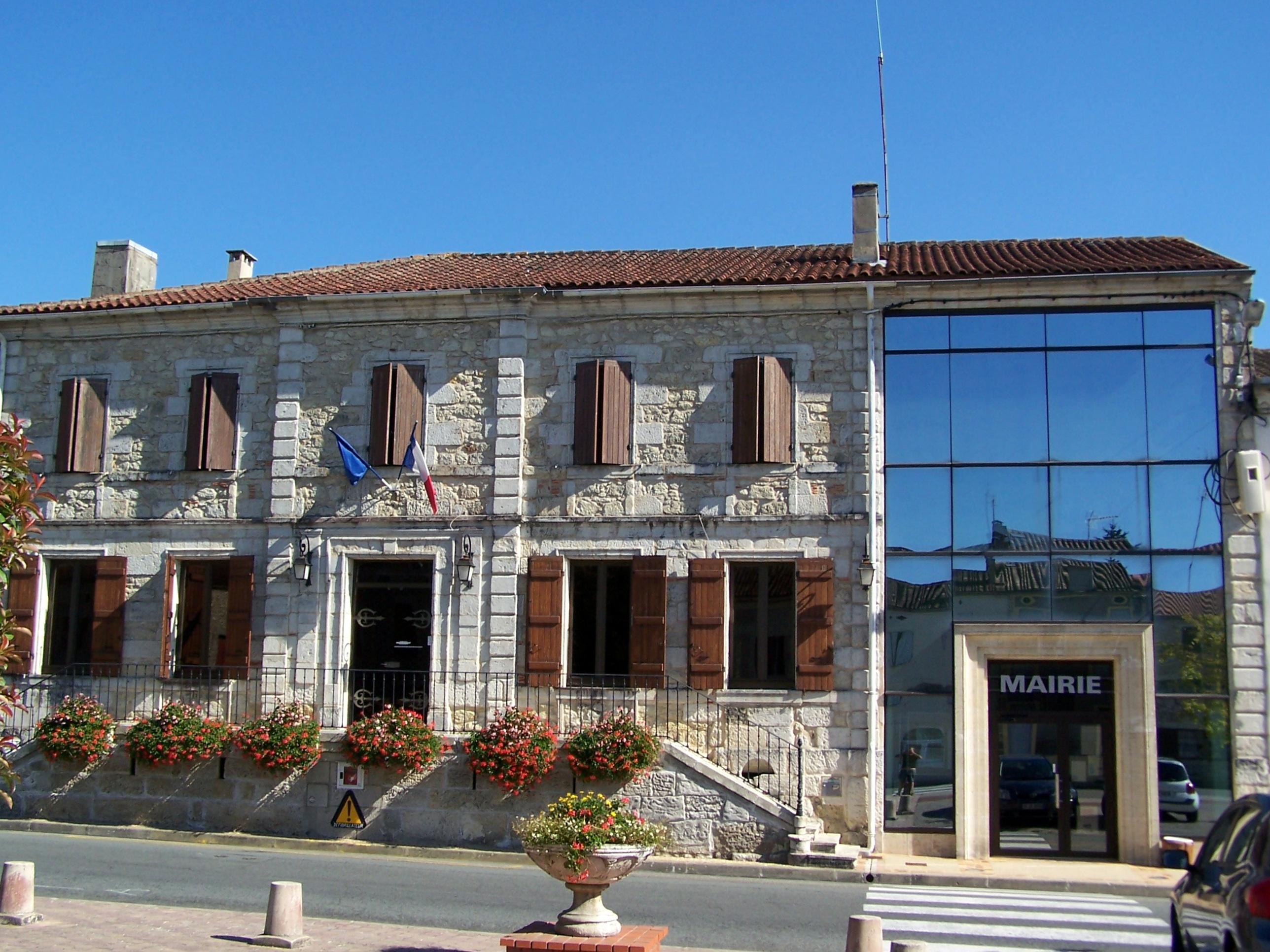
Gemeentehuis
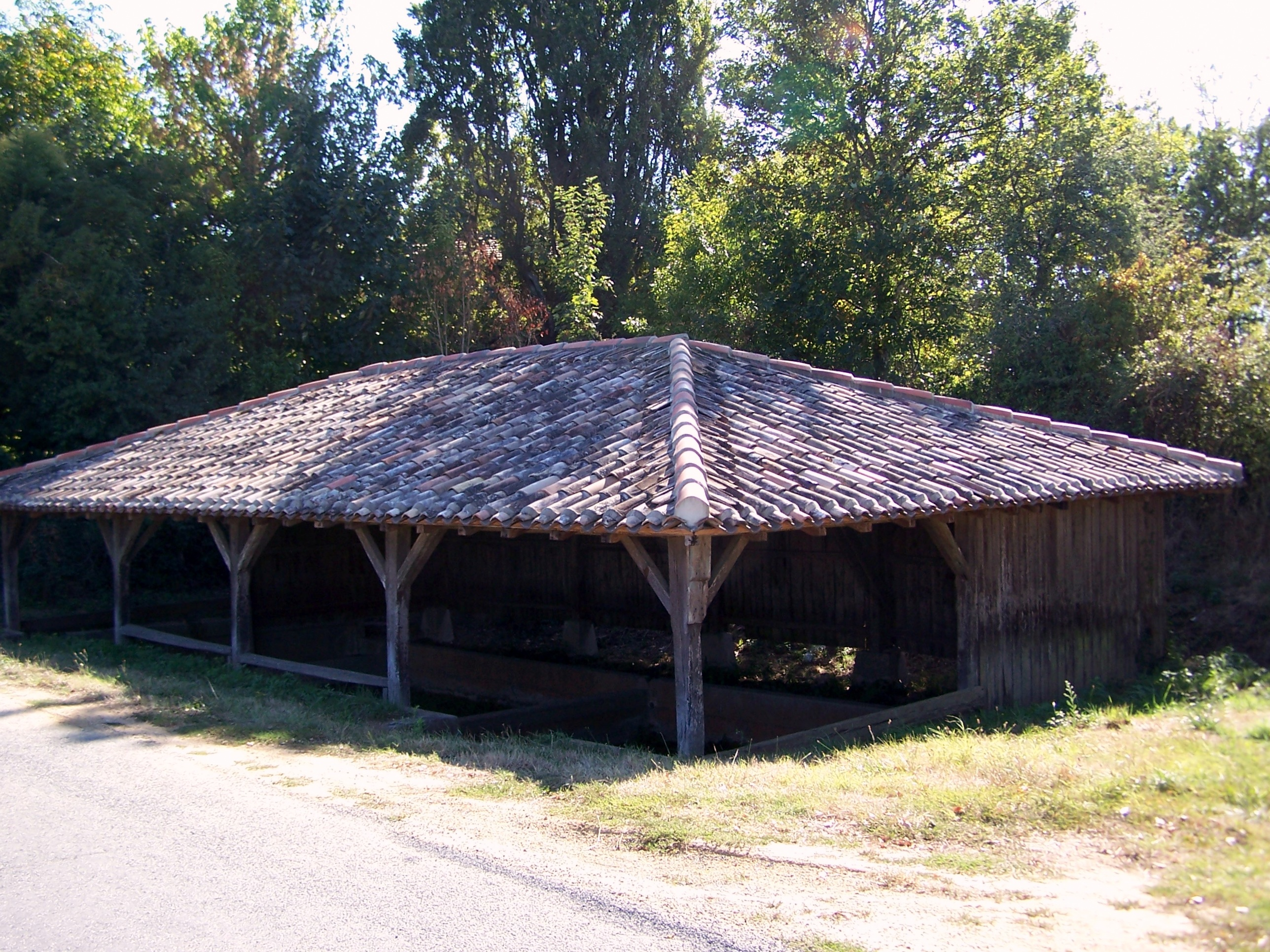
Lavoir (openbare wasplaats)
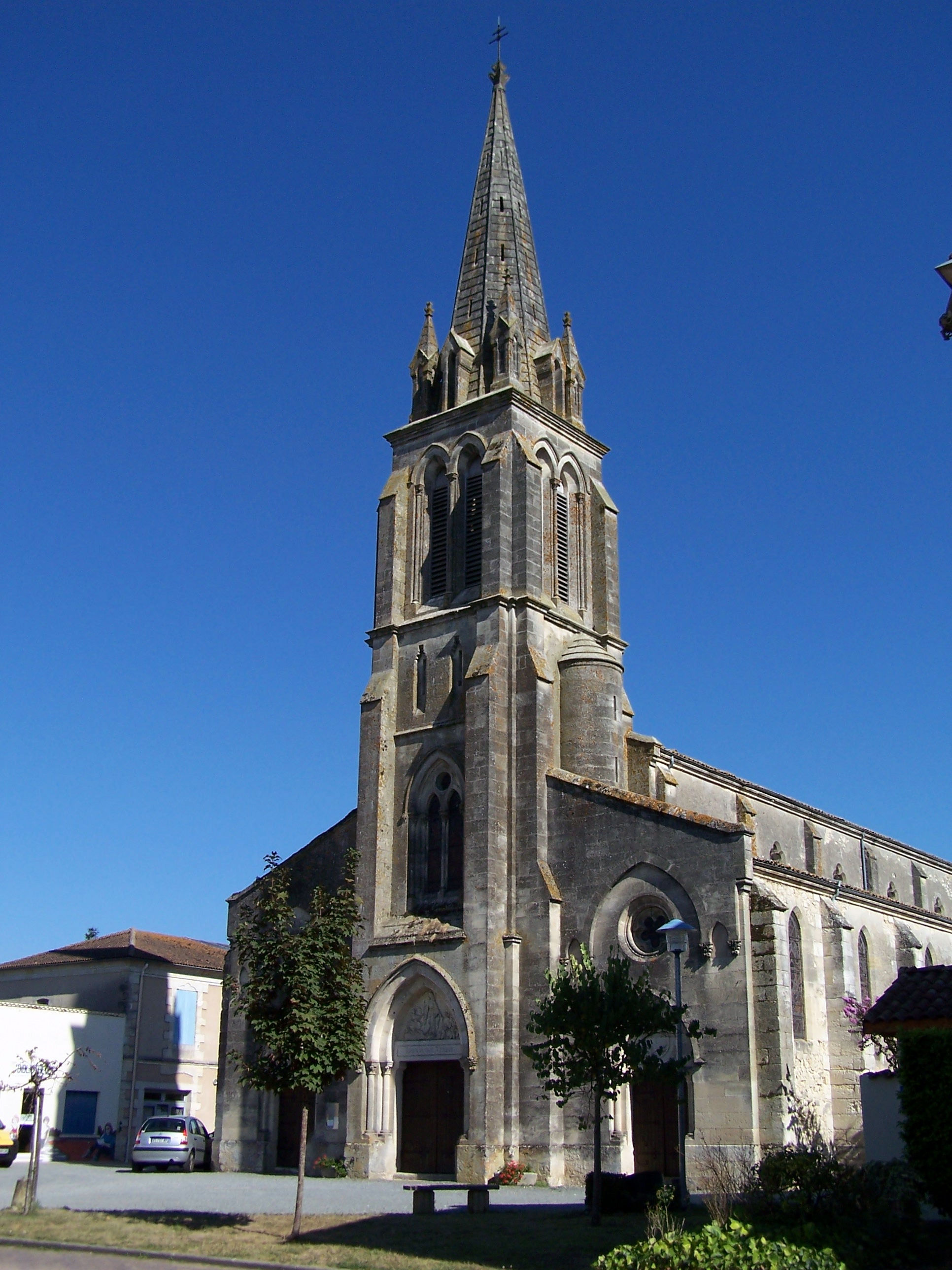
Église Notre-Dame de l'Immaculée Conception
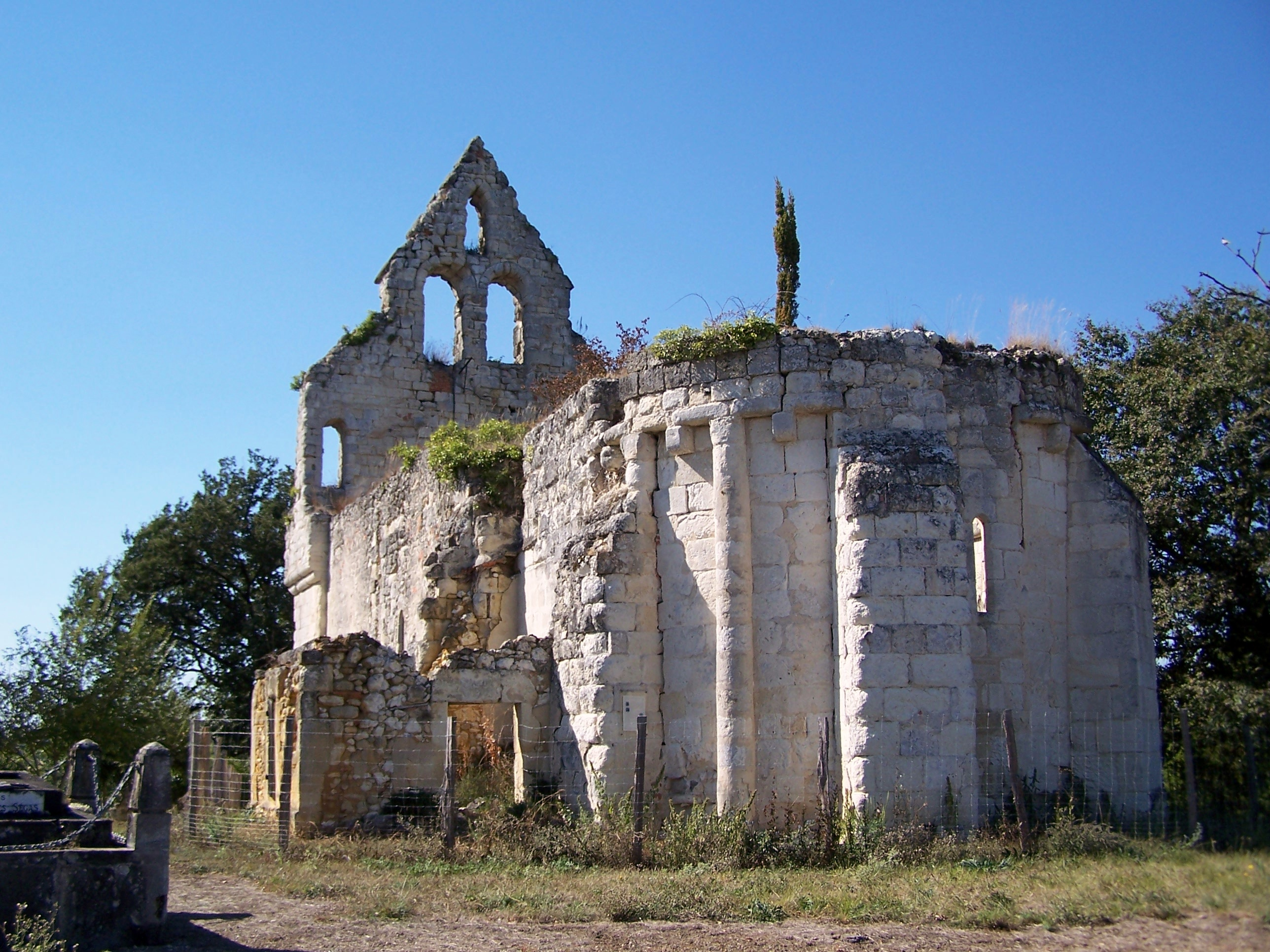
Église Saint-Jean-Baptiste d'Auzac
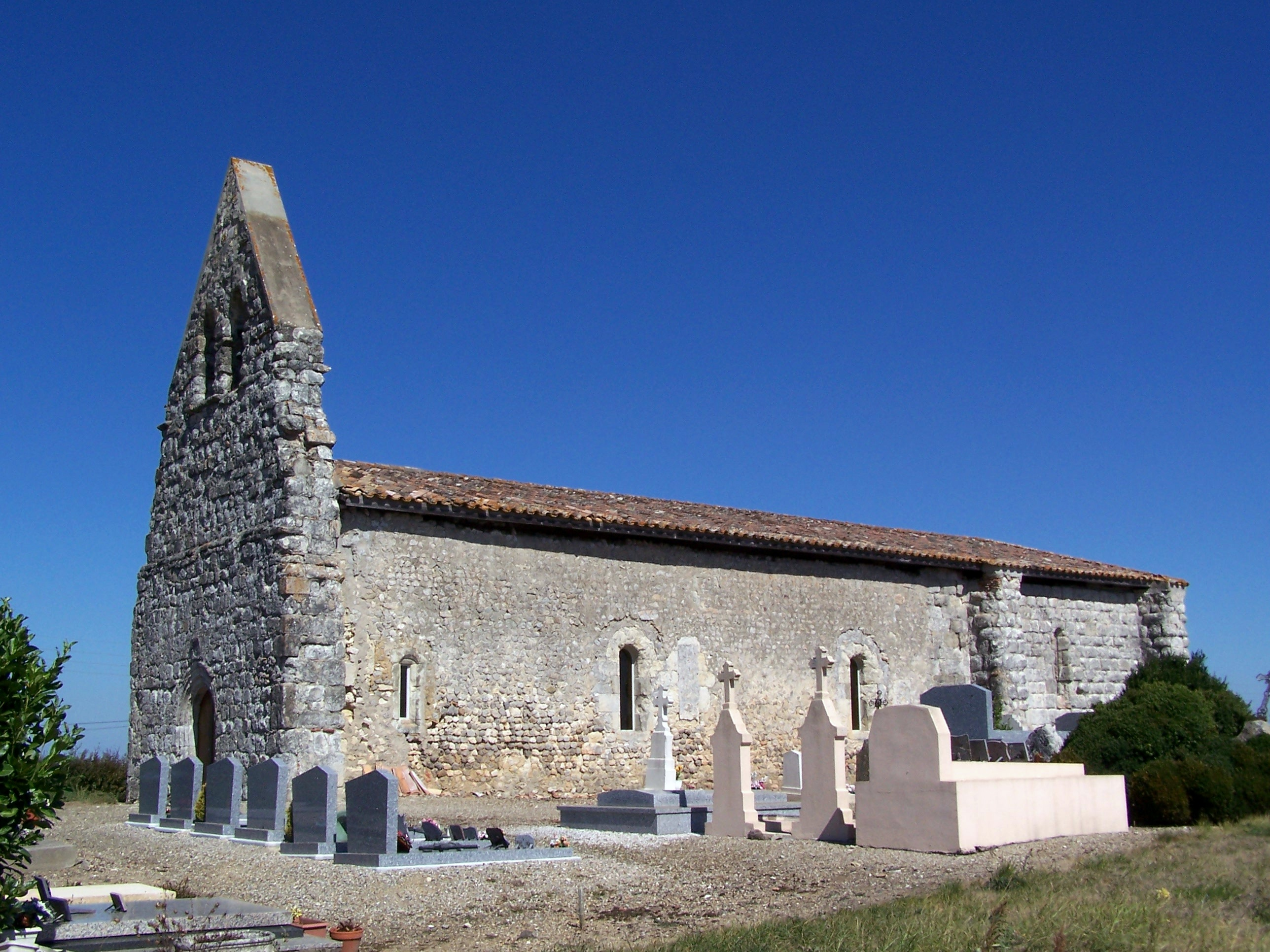
Église Saint-Loubert de l'Outrange